# سيرجيو رودريغيز هورتادو
سيرجيو رودريغيز هورتادو (بالإسبانية: Sergio Rodríguez Hurtado)‏، المعروف اختصاراً باسم سيرجيو (ولد في 6 سبتمبر 1992 في إشبيلية، منطقة أندلوسيا) هو لاعب كرة قدم إسباني، يلعب لنادي ريال بيتيس في مركز الجناح.

## وصلات خارجية
- سيرجيو رودريغيز هورتادو على موقع قاعدة بيانات كرة القدم.إي يو (الإنجليزية)
- سيرجيو رودريغيز هورتادو على موقع Soccerway.com (الإنجليزية)
- سيرجيو رودريغيز هورتادو على موقع AS.com (الإسبانية)

- Betis official profile (بالإسبانية)
- BDFutbol profile
- Futbolme profile (بالإسبانية)
- Transfermarkt profile
- Lapreferente profile (بالإسبانية)